# بانکووتسی (صربستان)
بانکووتسی (به صربی: Bankovci) یک منطقهٔ مسکونی در صربستان است که در تسرنا تراوا واقع شده‌است. بانکووتسی ۶۷ نفر جمعیت دارد.